# 鬼怒沼

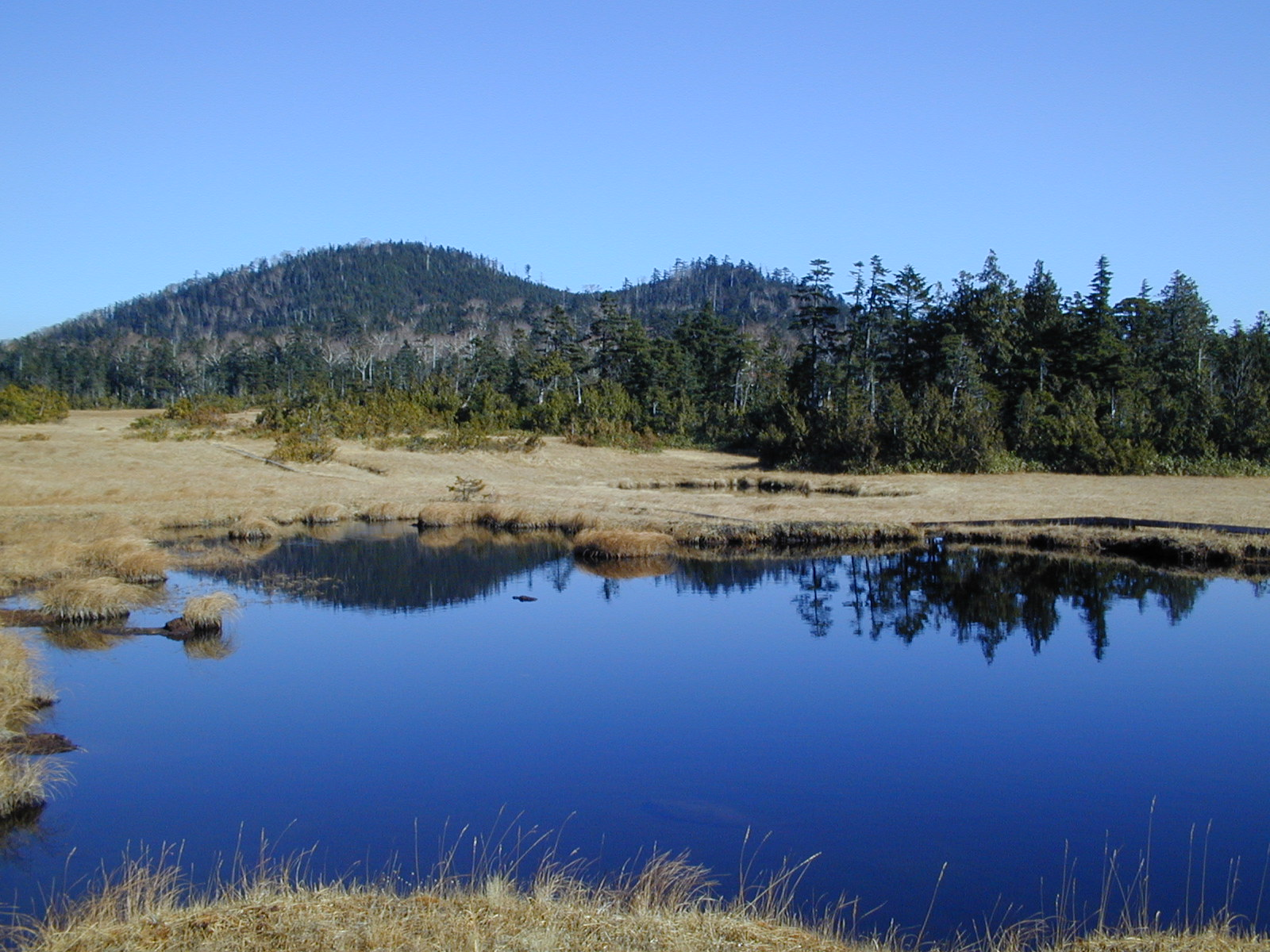
鬼怒沼の池塘より鬼怒沼山

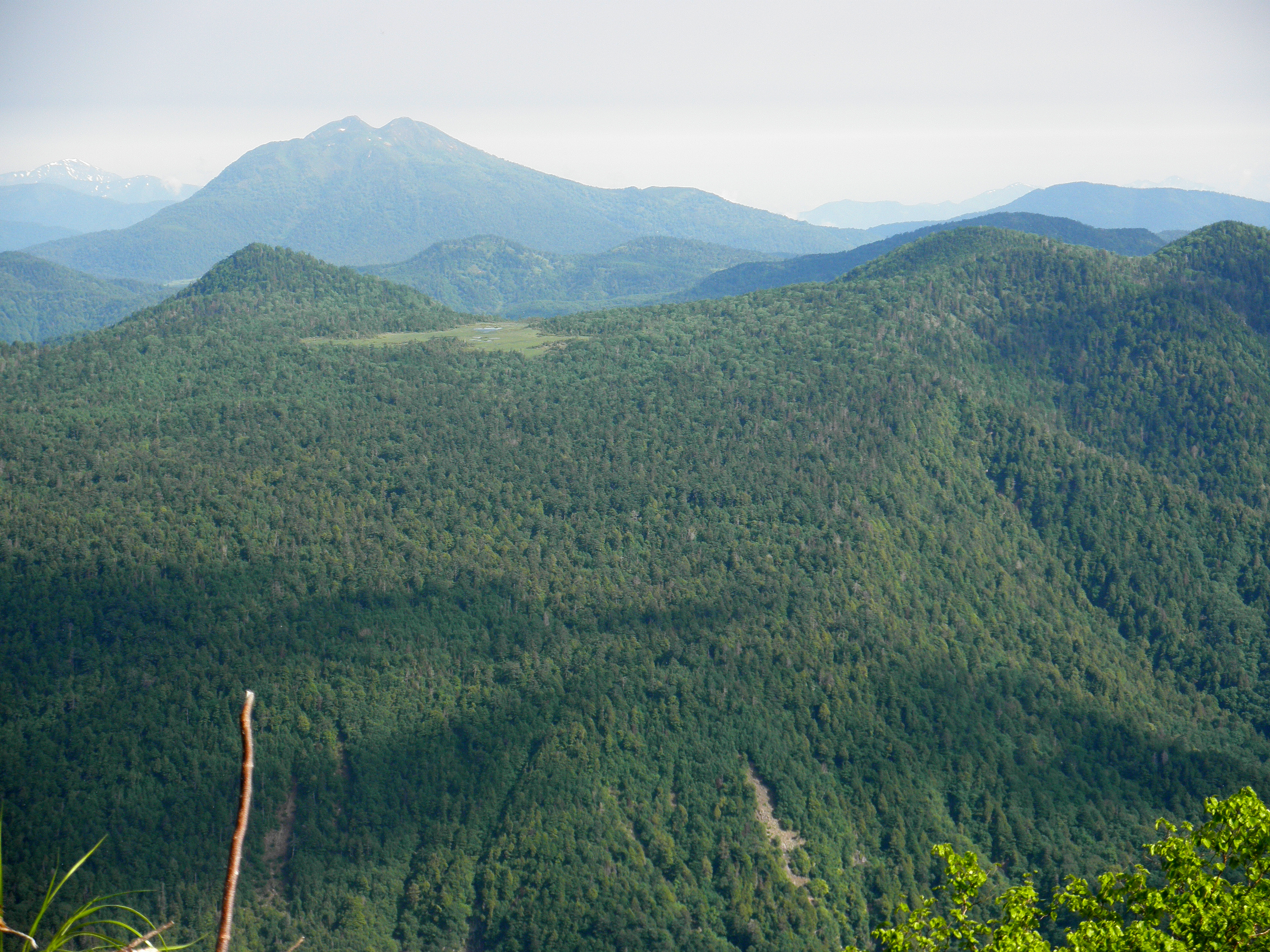
鬼怒沼火山の火山体を南西から望む。右の草地が鬼怒沼の湿原。右奥が燧ヶ岳。

鬼怒沼（きぬぬま）は、栃木県日光市にある高層湿原である。標高は2020m前後。

## 特徴
環境省日本の重要湿地500に高層湿原および中間湿原として選定されている。選定基準第1基準に合致する。選定理由として『ヌマガヤ - チャミズゴケ群落、ヌマガヤ - イボミズゴケ、ホロムイスゲ - ヌマガヤ群落』となっている。
鬼怒沼は大小47の池塘により構成される。面積は約13.4ha。泥炭の厚みは2m以上ある。植生はモウセンゴケ、イワカガミ、チングルマ等の草本とミズゴケ類が豊かな植物群落を成す。
約24万ないし20万年前に活動した鬼怒沼火山がつくり出した平坦面の上にあるのが鬼怒沼である。鬼怒沼火山はデイサイトが基岩とした、溶岩流、火砕流で形成されたもの。
全体に木道が整備され、湿原の隅、鬼怒沼山への登山道の入り口には避難小屋も整備されている。一時、過剰利用により植生の多くが破壊されたが、植生復元の努力により、美しい湿原の姿が蘇りつつある。
「日本で最も高い高層湿原」とされることが多いが、実際には鬼怒沼より高標高に位置する高層湿原としては、苗場山や五色ヶ原 (立山連峰)、平ヶ岳 (群馬県・新潟県)などが存在する。

## 伝承
この沼には『機織姫』が住んでいて、近づいて見つかると恐ろしい目にあうという伝説が昔から伝わっている。この話にはいくつかの類がある。

## 気候
1月平均気温は-10.3℃に達し、非常に寒冷な気候である。
|                 | 1月   | 2月   | 3月  | 4月  | 5月 | 6月  | 7月  | 8月  | 9月  | 10月 | 11月 | 12月 | 年  |
| --------------- | ----- | ----- | ---- | ---- | --- | ---- | ---- | ---- | ---- | ---- | ---- | ---- | --- |
| 鬼怒沼（2020m） | -10.3 | -10.1 | -6.7 | -0.3 | 5.8 | 9.9  | 14.4 | 15.4 | 10.6 | 4.5  | -1.6 | -6.3 | 2.2 |
| 八島原（1630m） | -8.7  | -8.9  | -4.5 | 2.6  | 7.5 | 13.0 | 16.1 | 17.4 | 13.3 | 8.0  | 2.2  | -6.8 | 4.3 |

## 鬼怒沼の植物群生
鬼怒沼は、周囲をシラビソ等に囲まれ、大小の池塘が存在する比較的湿潤な場所と、やや標高が高く、比較的乾いた場所がある。湿潤な区域には湿原の植物が多く、乾いた場所にはクロベやシラビソ等の木本植物が多い。
ミズバショウLysichiton camtschatcense: 湿原最奥部に数株のみ自生。尾瀬より1000m以上標高が高いため、花期は初夏。
キンコウカNarthecium asiaticum:湿原全体に自生し、夏に金色の花を咲かせる。
モウセンゴケDrosera rotundifolia:池塘周辺の湿潤な場所に、主にナガバノモウセンゴケが繁茂する。秋には紅色に紅葉する。
イワカガミShortia soldanelloides:夏にピンクの花を咲かせる他草紅葉として知られ、晩秋に濃紅色に紅葉する。

## 登山ルート

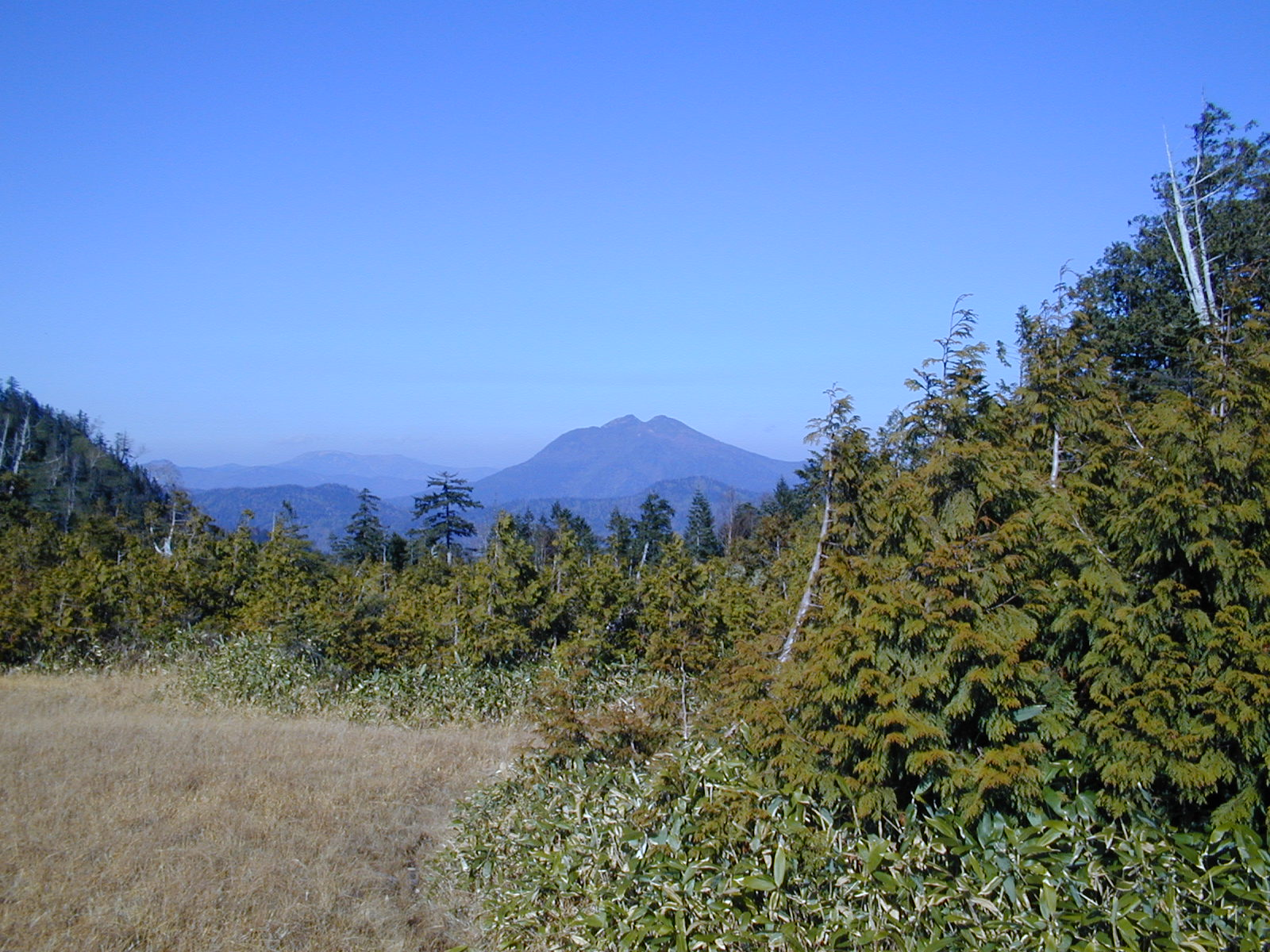
鬼怒沼湿原の西端より、尾瀬燧ケ岳を望む

- 奥鬼怒温泉郷からのルート

女夫渕温泉から谷沿いの道をおよそ2時間歩くと登山口である日光沢温泉に至る。ここまでの標高差は300m弱なのできつい事は無い。温泉を過ぎると暫くして一気に400m弱を登り切ると、オロオソロシの滝展望台があり、山の中をなだらかに流れる滝の姿が見える。そこからは黒い溶岩にシラビソやコメツガが茂る森のなだらかな登りとなる。日光沢温泉からおよそ2時間30分。
- 尾瀬大清水からのルート

大清水からのルートは急登コースであり、比較的荒れているためやや困難。
- 日光からのルート

金精峠から念仏平、湯沢峠、燕巣山を経由するルート。登山道は整備されていない。